# FPL
FPL – polska firma projektująca programy rozwoju pracowników dla dużych organizacji. Założona w 1994 roku przez Jolantę i Marcina Krokowskich. Oferuje m.in. program rozwoju dla menedżerów FPL Management Masterclass oraz portfolio usług projektowania Bespoke, czyli szytych na miarę procesów rozwojowych dla menedżerów, handlowców i specjalistów, wykorzystujących unikalne metodyki rozwoju i diagnozy psychometrycznej.
Lista klientów FPL obejmuje ponad tysiąc firm polskich i zagranicznych, m.in.: Microsoft,        PKO Leasing, Henkel, Vision Express, Douglas, Toyota, CA EFL, Mars, Nivea, Atlas, Whirlpool, Hortex, PGE, Selgros, PKP Energetyka, General Electric, Santander CB, Abbvie, Maspex, Geberit, Unilever, Cemex.
Misja firmy
„Działamy, aby zwiększyć miękkie kompetencje naszego społeczeństwa.”

## Autorskie metodyki i narzędzia FPL
- FPL Management Masterclass

20-tygodniowy program rozwoju dla menedżerów średniego szczebla oraz nowych menedżerów. Program opiera się na formule blended-learning, która łączy indywidualną pracę na platformie online z sesjami rozwojowymi, które w 100% poświęcone są na praktyczne ćwiczenia.  
- Inteligencja Emocjonalna FPL EQ

System badania i rozwijania inteligencji emocjonalnej w organizacjach, przeznaczony dla kadry zarządzającej i pracowników. Wykorzystuje Test FPL EQ, czyli 10 kompetencji emocjonalnych diagnozujących i rozwijających osobę w trzech obszarach: Psychologiczne (Ja ze Sobą), Prakseologiczne (Ja w działaniu) oraz Społeczne (Ja z innymi).
- Style Myślenia i Komunikacji FPL CS

Metodyka odnosząca się do roli stylów myślenia w życiu organizacji, umożliwiająca rozpoznanie tych stylów i wykorzystanie naturalnych predyspozycji poznawczych w budowaniu kultury skutecznego porozumiewania się. W procesie tym wykorzystywany jest Test FPL CS opierający się na 6 wymiarach stylów myślenia, wspierających osobę w diagnozie własnych preferencji poznawczych i komunikacyjnych oraz zwiększających kompetencje rozpoznawania stylów myślenia innych.
- Wartości Zawodowe FPL PV

Metodyka budowania motywacji oraz doskonalenia kultury organizacyjnej oparta na wartościach zawodowych pracowników. Rozpoznaniu wartości służy Test FPL PV bazujący na 16 wartościach zawodowych, dzięki którym można odkryć najgłębsze motywatory pozwalające na budowanie zaangażowania swojego i innych.

## Wybrane wyróżnienia FPL
- Drugie  miejsce wśród Najbardziej Dynamicznych Firm Szkoleniowych oraz piąte miejsce wśród Najlepszych Firm Szkoleniowych – według rankingu magazynu Home&Market.[1]
- Tytuł „Najlepsza Inwestycja w Człowieka”, w ramach konkursu „Dobre praktyki EFS”, zorganizowanego przez Ministra Rozwoju Regionalnego.[2]
- Jolanta Krokowska, Prezes Zarządu FPL, uznana przez Home & Market za jedną z 50 najbardziej wpływowych kobiet w Polsce.[3]
- Jolanta Krokowska, Prezes Zarządu FPL, uznana przez Businessman Magazine za jedną z 20 najbardziej przedsiębiorczych kobiet w Polsce – w prestiżowym rankingu „Perły biznesu”.[4]

## Działania non-profit
FPL jest inicjatorem Fundacji Pomagam, która powstała w grudniu 2006 roku. Fundacja projektuje i realizuje programy psychoedukacyjne rozwijające inteligencję emocjonalną dzieci, pomaga dzieciom chorym w radzeniu sobie ze skutkami ich niepełnosprawności oraz wspiera kilkanaście domów dziecka.